# جيمس أندرسون ماكفيرسون
جيمس أندرسون ماكفيرسون (بالإنجليزية: James Anderson McPherson)‏ هو  نيوزيلندي، ولد في 3 يونيو 1900، وتوفي في 18 فبراير 1980.